# Synagoga status quo ante
Synagoga status quo ante je synagoga v Trnavě, která patří v současnosti Galerii Jána Koniareka. Organizují se v ní vernisáže.
Pochází z roku 1891 (uvádí se též rok 1897), kdy ještě působil jako rabín v Trnavě Šimon Sidon, jenž patřil k těm, kteří chtěli zachovat status quo ante, tedy stav před rozkolem v maďarské židovské komunitě mezi reformním a ortodoxním směrem.
Reprezentuje architekturu s orientálními prvky ve stylu historismu. Její dispozice tvoří apsida a modlitebna obklopená galerií pro ženy, kterou podpírají litinové sloupy s kompozitními hlavicemi. Ve středu modlitebny se otevírá kupole původně se skleněnou výplní.
Před synagogou je umístěn památník židovským obětem 2. světové války.

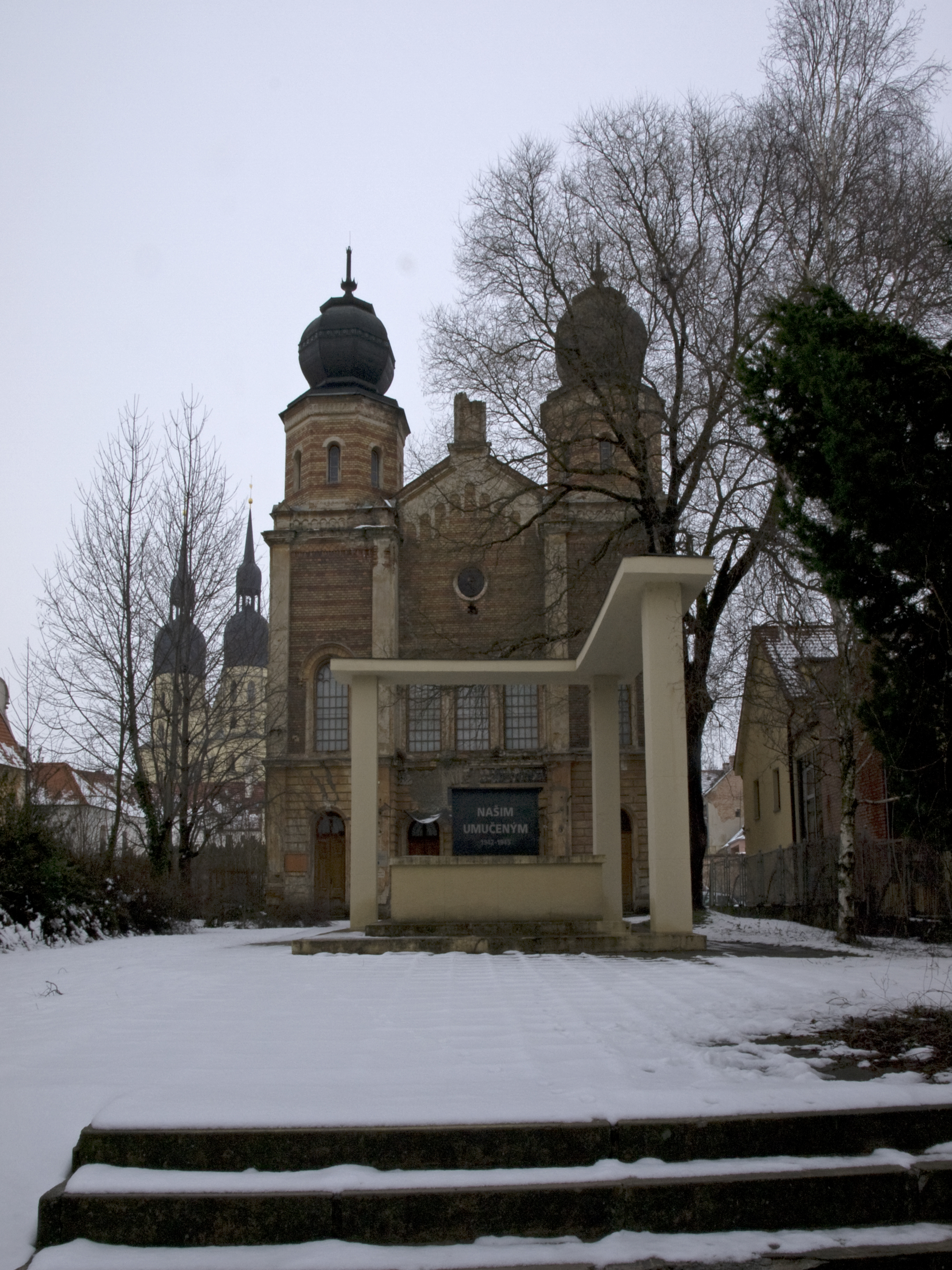
Synagoga s památníkem obětí holocaustu v popředí